# 夏于喬
夏于喬（1984年8月24日—），本名夏緁喬，夏于喬是藝名。台灣女藝人、演員和主持人。左撇子。曾就讀中國文化大學中國音樂學系，專長為鋼琴及揚琴。因與曾國城共同主持烹飪節目《型男大主廚》而廣為人知，並於2011年獲得第46屆金鐘獎綜合節目主持人獎；2017年6月請辭該節目後，全心投入戲劇工作。

## 經歷
夏于喬15歲參加中視《我猜我猜我猜猜猜》節目的「人不可貌相」單元，票選《第一屆夢幻國中美少女》得了第一名，被王偉忠簽下。
2003年在電視劇《第8號當鋪》演出護士钟晓洁，因演戲抓不到要領經常被罵。接著她就變成通告藝人，讓她痛苦不堪。雖是不愉快回憶，但卻讓現在老闆連恭平注意到，找她去上《型男大主廚》。
2008年《型男大主廚》原任女主持人陳喬恩因轉去中國大陸發展而由夏接下主持棒。頭半年中謾罵，質疑聲不斷，後來主持搭檔曾國城建議夏到屏風表演班汲取舞台和演戲經驗，被罵的聲音才逐漸減少。
2013年初張榕容因懷孕而讓出《總舖師》女主角，夏于喬臨危受命救火，在開拍前2周才頂替張榕容的角色，也因此賣出了3億189萬的票房佳績。10月7日與大陸新人歌手趙鵬飛發行首張EP「誰家曖昧」當中合唱一首歌曲「喬家花花」並填寫饒舌（rap）歌詞。
2014年主演《A咖的路》，讓她一圓歌手夢，也讓夏音樂才華公諸於世。 她在戲中也挑戰騎摩托車。在該戲劇拍攝期間，她曾自曝與交往4年的男友張魁原分手。8月28日被自由時報拍到跟該劇男主角吳慷仁約會，隨後經紀人2日向記者透露，「其實當初兩人還在曖昧中，但媒體爆出來後，兩人就在一起了。」 但交往4個月見面不到10次，已在2015年分手。後來跟威廉成為緋聞情侶。但因為跟她樣子相像的宋芸樺在2015年跟威廉拍攝《唯一繼承者》，令宋芸樺無辜捲入緋聞。
2014年10月7日，根據《蘋果日報》報導，夏領養了吉爾吉斯孩童喬波妮（Cholponay），也於10月到當地探訪。
2017年6月，根據周刊報導，夏于喬因生涯規劃，已請辭節目《型男大主廚》主持人一職。她的最後一集，已於當年7月20日播出。
2018年2月，從主持人專心朝向戲劇發展，不只戲劇、電影片約不斷，也當起女性衛生用品HIBIS木槿花草本衛生棉的代言人。
2021年9月起，擔任日本專業美胸保養品牌 Viage立體晚安美型內衣 台灣區專屬代言人。
2024年，公益代言董氏基金會老年憂鬱防治微電影《一起跳舞 （页面存档备份，存于）》，夏于喬將陪伴照顧者面對老年憂鬱症的無助與矛盾精湛的詮釋，呼籲民眾一同關心老年憂鬱症，了解、傾聽、陪伴，學習與憂鬱共處，就像陪著一起跳舞，慢慢緩緩、好好變老。

## 演出作品

### 主持
| 日期                                   | 頻道       | 節目             | 備註     |
|                                        | 中天綜合台 | 《台北紅樓夢》   |          |
|                                        | 中天綜合台 | 《大學生了沒》   | 代班     |
| 2007年12月25日－2011年9月20日          | 三立都會台 | 《美食大三通》   |          |
| 2008年2月6日－2017年7月20日            | 三立都會台 | 《型男大主廚》   |          |
| 2009年4月4日－2009年6月20日            | 三立都會台 | 《冒險奇兵》     |          |
| 週二時段，2011年9月26日－2012年8月10日 | 三立都會台 | 《愛玩客》       |          |
|                                        | 壹電視     | 《蘋果娛樂一週》 |          |
| 2012年6月20日－2012年9月12日           | 土豆網     | 《明星鬥地主》   |          |
|                                        | 中視       | 《最強大國民》   | 代班兩周 |

### 電影
| 年份 | 片名                 | 角色               |
| 2004 | 惡月                 | Amy                |
| 2006 | 午夜照相館           | 小魚               |
| 2013 | 明天記得愛上我       | Mandy              |
| 2013 | 總舖師               | 詹小婉             |
| 2014 | 極光之愛             | 花店店長學妹       |
| 2017 | 老師，你會不會回來？ | 小倫老師           |
| 2018 | 粽邪                 | 林書儀             |
| 2019 | 灼人秘密             | 3號                |
| 2020 | 馗降：粽邪2          | 林書儀             |
| 2021 | 美國女孩             | 國文老師           |
| 2022 | 童話·世界            | 簡                 |
| 2022 | 女優，摔吧！         | 麗絲愛愛（林淑惠） |
| 2024 | 小雁與吳愛麗         | 陳思雁             |

### 電視電影
| 年度 | 頻道       | 劇名                           | 飾演   |
| 2015 | 中視       | 《金魚媽媽》                   | 林家宜 |
| 2015 | 衛視電影台 | 《結婚禁行曲》                 | 林冰冰 |
| 2016 | 公視       | 《滾石愛情故事》－【16】味道   | 妙妙   |
| 2018 | 民視       | 《薛丁格的貓》                 | 陳曉蝶 |
| 2024 | 公視       | 《糟糕！我又吸走別人的念頭了》 | 吳心潔 |
| 2025 | 公視       | 《晚安，晚安》                 |        |

### 電視劇
| 年度 | 頻道                  | 劇名                             | 飾演           |
| 2001 | 衛視中文台            | 《我們一家都性福》單元演出       |                |
| 2001 | 華視                  | 《貧窮貴公子》                   | 美穗           |
| 2002 | 中視                  | 《來我家吧》                     | 董莉佳         |
| 2002 | 中視                  | 《麻辣高校生》                   | 歐陽明子       |
| 2002 | 中視                  | 《天下無雙》                     | 毛毛           |
| 2002 | 台視                  | 《紫色角落》                     |                |
| 2003 | 衛視中文台            | 《第8號當舖》                    | 钟晓洁         |
| 2003 | 中視                  | 《Hi 上班女郎》                  | 小妹           |
| 2004 | 華視 八大電視台       | 《倩女幽魂》                     | 夏小雪         |
| 2004 | 華視                  | 《愛情魔戒》                     | 彭小均 李語晴  |
| 2005 | 高點電視台            | 《人小鬼大劉羅鍋》               | 雨格格         |
| 2005 | 江蘇綜藝              | 《人小鬼大劉羅鍋》               | 雨格格         |
| 2005 | 重庆一套              | 《人小鬼大劉羅鍋》               | 雨格格         |
| 2006 | 衛視中文台            | 《驚異傳奇》第1單元－意外的訪客  | 小雪           |
| 2006 | 華視                  | 《剪刀石頭布》                   | 葉朵馨         |
| 2006 | 華視                  | 《假面天使》                     | 劉熙玲         |
| 2007 | 中視                  | 《兩個門牌一個家》               | 何美枝         |
| 2009 | 客家電視台            | 《流漂子》                       | 柯玲芬         |
| 2011 | 華視 東森綜合台       | 《真心請按兩次鈴》               | 任天欣         |
| 2012 | 台視                  | 《花是愛》                       | 吳曉路         |
| 2012 | 湖南衛視              | 《勝女的代價》 (台灣；S.O.P女王) | 李佳宜         |
| 2012 | 民視                  | 《勝女的代價》 (台灣；S.O.P女王) | 李佳宜         |
| 2012 | 八大綜合台            | 《勝女的代價》 (台灣；S.O.P女王) | 李佳宜         |
| 2013 | 中視 TVBS歡樂台       | 《媽，親一下》                   | 田心莓         |
| 2014 | 華視 TVBS歡樂台       | 《A咖的路》                      | 林維真         |
| 2015 | 民視                  | 《星座愛情水瓶女》               | 柯有容         |
| 2015 | 中視 東森綜合台       | 《必娶女人》                     | 徐靜茹（客串） |
| 2015 | 台視 東森綜合台       | 《我的30定律》                   | 何美亮         |
| 2019 | 華視 中天娛樂台       | 《最佳利益》                     | 羅思彤（客串） |
| 2019 | 公視                  | 《噬罪者》                       | 沈雯青         |
| 2019 | TVBS歡樂台            | 《天堂的微笑》                   | 林維真（客串） |
| 2022 | Disney+               | 《台北女子圖鑑》                 | 許慧如         |
| 2022 | 公視 friDay影音       | 《你的婚姻不是你的婚姻－梅莉》   | 曾梅莉         |
| 2024 | Netflix               | 《愛愛內含光》                   | 邱葳           |
| 2025 | 東森戲劇台 緯來綜合台 | 《歡迎光臨 二代咖啡》            | 美娜           |
| 2026 |                       | 《夜半11點學校見》               |                |

### 短片
| 年度   | 播放平台     | 劇名               | 飾演           |
| 2018年 | 新浪电影     | 《爱，你想说什么》 | 不適用         |
| 2019年 | 內政部警政署 | 《歲歲平安》       | 張芷瑄         |
| 2021年 | 朝陽科技大學 | 《野獸》           | 母親、女房務員 |
| 2021年 |              | 《失去》           |                |

### 舞台劇
- 2008年 屏風表演班 六義幫
- 2009年 屏風表演班 合法犯罪
- 2011年 屏風表演班 京戲啟示錄
- 2017年 全民大劇團 室友ROOMMATE
- 2021年 故事工廠  星空男孩Space Boy
- 2021年 全民大劇團 丞相，起風了

### 音樂錄影帶
- 2000 大炳《COLOR SONG》
- 2000 五月天《心中無別人》
- 2010 阿杜《沒什麼好怕》
- 2011 吳克羣《我能給的》
- 2014 周興哲《在你耳邊說》
- 2015 劉品言《謝謝我的我》
- 2017 戴愛玲《了不起寂寞》
- 2018 王笠人《你是答案》
- 2019 陶晶瑩《因為有你》
- 2019 陶晶瑩《我不要多幸福》
- 2019 李玖哲《最壞的最好》
- 2019 李玖哲《人間失格》
- 2019 五月天《溫柔 MaydayBlue20th》
- 2021 棉花糖《我常常想起你》
- 2021 棉花糖《我們來拍張照》
- 2022 丁噹《女字旁》

## 音樂作品
| 年份          | 歌曲名稱 | 合作對象 | 收錄單曲／專輯 |
| 2013年9月27日 | 喬家花花 | 趙鵬飛   | 《誰 家 曖昧》 |

## 雜誌
- 2007年《FHM》國際中文版（台灣版）
- 2007年《GQ》國際中文版（台灣版）

## 書籍
| 年份          | 書名           | 出版社   | ISBN               |
| 2007年8月29日 | 《I'm 夏于喬》 | 布克文化 | ISBN 9789867010346 |

## 綜藝節目
| 首播日期      | 首播頻道 | 名稱                 | 性質 |
| ------------- | -------- | -------------------- | ---- |
| 2022年12月4日 | 公視     | 《36題愛上你第三季》 |      |

## 獎項

### 電視金鐘獎
| 年份   | 頒獎典禮     | 獎項                       | 節目                           | 結果 |
| ------ | ------------ | -------------------------- | ------------------------------ | ---- |
| 2011年 | 第46屆金鐘獎 | 行腳節目主持人獎           | 《美食大三通》                 | 提名 |
| 2011年 | 第46屆金鐘獎 | 綜合節目主持人獎           | 《型男大主廚》                 | 獲獎 |
| 2014年 | 第49屆金鐘獎 | 綜合節目主持人獎           | 《型男大主廚》                 | 提名 |
| 2023年 | 第58屆金鐘獎 | 迷你劇集／電視電影女主角獎 | 《你的婚姻不是你的婚姻：梅莉》 | 提名 |

### 金馬獎
| 年份   | 頒獎典禮     | 獎項         | 作品             | 結果 |
| ------ | ------------ | ------------ | ---------------- | ---- |
| 2024年 | 第61屆金馬獎 | 最佳女主角獎 | 《小雁與吳愛麗》 | 提名 |

### 台灣影評人協會獎
| 年份 | 頒獎典禮              | 獎項         | 作品             | 結果 |
| ---- | --------------------- | ------------ | ---------------- | ---- |
| 2025 | 第6屆台灣影評人協會獎 | 最佳女演員獎 | 《小雁與吳愛麗》 | 提名 |

### 台北電影獎
| 年份   | 頒獎典禮         | 獎項       | 作品             | 結果 |
| ------ | ---------------- | ---------- | ---------------- | ---- |
| 2025年 | 第27屆台北電影獎 | 最佳女主角 | 《小雁與吳愛麗》 | 提名 |

## 公益代言
董氏基金會《一起跳舞 （页面存档备份，存于）》老年憂鬱防治微電影(2024)

## 備註
1. ↑  父親為經營《夏爸餃子舖》的夏世紘，為來台山東人第二代，參見《夏爸餃子舖-團購美食之餃子故事》。 （页面存档备份，存于）
2. ↑  .   [2014-03-27]. （原始内容存档于2015-05-25）.
3. ↑  .   [2014-03-27]. （原始内容存档于2014-03-27）.
4. ↑  .   [2014-09-23]. （原始内容存档于2014-09-24）.
5. ↑  合作夏于喬 趙鵬飛更哈「姐姐」[永久]
6. ↑  .   [2014-08-28]. （原始内容存档于2014-08-29）.
7. ↑  .   [2014-09-11]. （原始内容存档于2014-09-11）.
8. ↑  .   [2015-08-25]. （原始内容存档于2015-08-27）.
9. ↑  .   [2015-11-07]. （原始内容存档于2015-10-25）.
10. ↑  .   [2014-10-09]. （原始内容存档于2014-10-06）.
11. ↑  . ETtoday新聞雲.   [2018-07-11]. （原始内容存档于2018-08-24） （中文（臺灣））.
12. ↑  . 壹週刊.   [2018-06-24]. （原始内容存档于2018-08-25） （中文（臺灣））.
13. ↑  .   [2024-10-29]. 原始内容存档于2025-03-11.
14. ↑  BIOS monthly. .   [2019-10-07]. （原始内容存档于2019-10-07）.

## 外部連結
- 夏于喬(喬喬)的Facebook專頁
- 夏于喬的Instagram帳戶
- 夏于喬kimi的新浪微博
- 夏于喬在互联网电影资料库（IMDb）上的資料（英文）
- 夏于喬在香港影庫上的簡介
- 夏于喬在豆瓣上的资料（简体中文）
- 夏于喬在时光网上的簡介（简体中文）